# Oleněgorsk
Oleněgorsk (rusky Оленегорск) je město v Murmanské oblasti v Ruské federaci, známé těžbou železné rudy a sídlem sovětské vojenské letecké základny. Žije zde 20 695 obyvatel (2024).

## Poloha a doprava
Oleněgorsk leží za severním polárním kruhem na poloostrově Kola, na rozvodí mezi Barentsovým mořem a Bílým mořem (k jeho rozvodí patří jezera Permus východně od města i Imandra jižně od města). Od Murmansku, správního střediska oblasti, je Oleněgorsk vzdálen přibližně 110 kilometrů jižně.
Od roku 1917 vede přes Oleněgorsk Murmanská železniční magistrála z Petrohradu do Murmansku. V Oleněgorsku se od ní odděluje větev vedoucí jihozápadně třicet kilometrů do Mončegorsku. Z Petrohradu do Murmansku vede přes Oleněgorsk také dálnice R21.
Osm kilometrů východně od Oleněgorsku leží letecká základna Oleňja.

## Dějiny
Jako sídlo vznikla nejprve v roce 1916 Oleňja u stejnojmenné železniční stanice právě stavěné Murmanské železniční magistrály. Jméno odkazuje k ruskému výrazu pro polárního soba: severnyj oleň, dá se přeložit Sobí hora.
Po objevení ložisek železné rudy byla v roce 1932 zahájena její těžba. Ta přivedla množství horníků a dělníků, takže v roce 1949 byla zahájena výstavba skutečného města. 27. března 1957 byl Oleněgorsk prohlášen městem a dostal svůj současný název.
Dne 22. ledna 2019 při přistávacím manévru na blízkém letišti havaroval ruský bombardér Tu-22M3, zahynuli dva letci, pilot a navigátor byli zraněni.
V důsledku rusko-ukrajinské války byl na město podniknut dne 1. června 2025 ukrajinský dronový útok. Drony v rámci operace Pavučina vzlétly z nákladního vozu zaparkovaného u města, způsobily několik výbuchů a požárů.

## Hospodářství
Kromě těžby se železná ruda upravuje a vyváží do metalurgických závodů v Severstalu a Čerepovci. Rozvinul se zde také strojírenský průmysl.

## Klima
Průměrná zimní teplota dosahuje v lednu −12,5 °С, průměrná letní teplota v červenci je 12,6 °C. 

## Rodáci
- Dmitrij Treščov (* 1964), matematik a znalec mechaniky
- Dmitrij Vlasenkov (* 1978), lední hokejista
- Nikita Vyglazov (* 1985), lední hokejista
- Jekatěrina Grigorjeva (* 1988), modelka
- Ljudmila Samsonovová (* 1998), tenistka

## Partnerská města
- Pajala
- Posio
- Karasjok

## Galerie

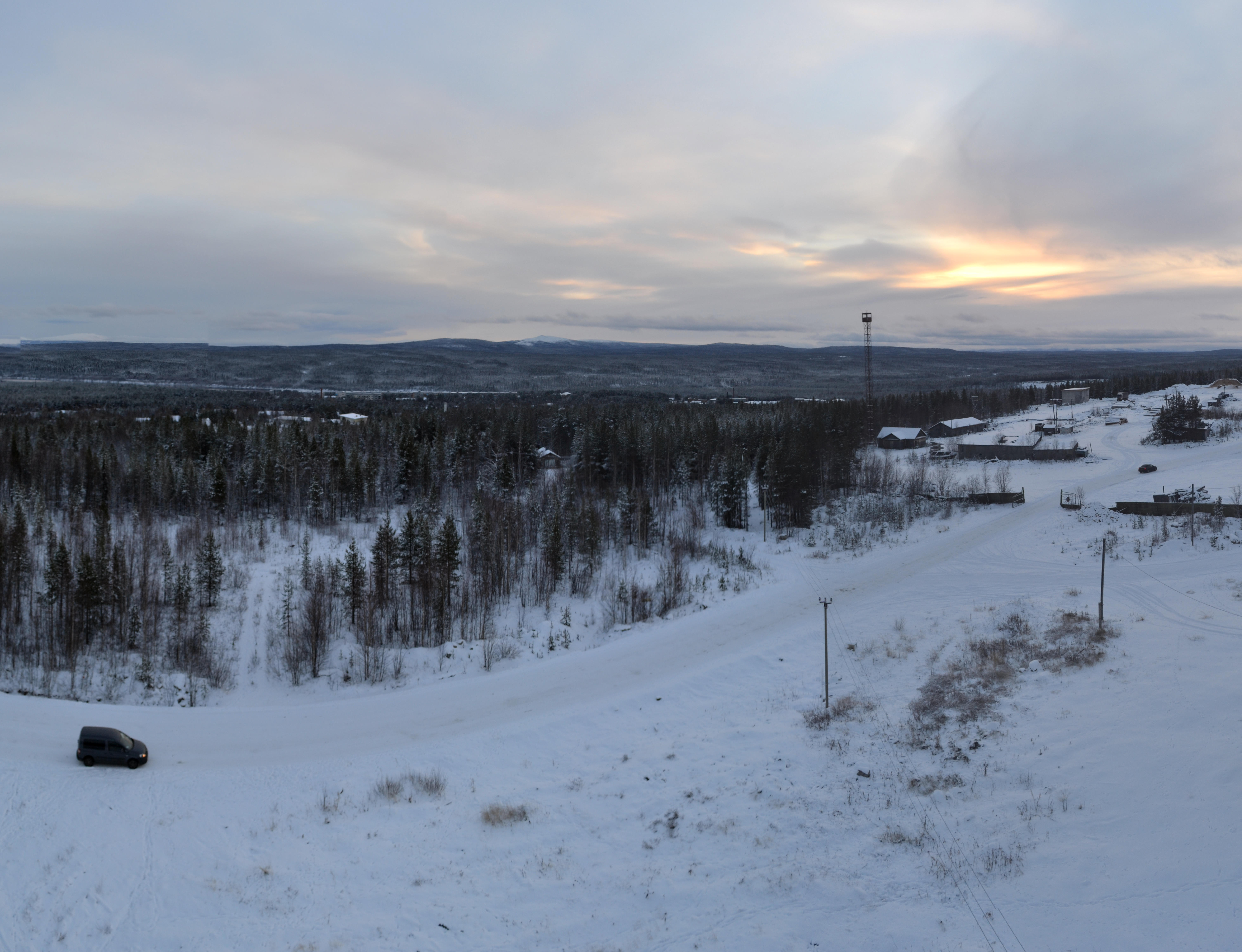
Boční pohled na pravoslavný modlitební dům (2017)
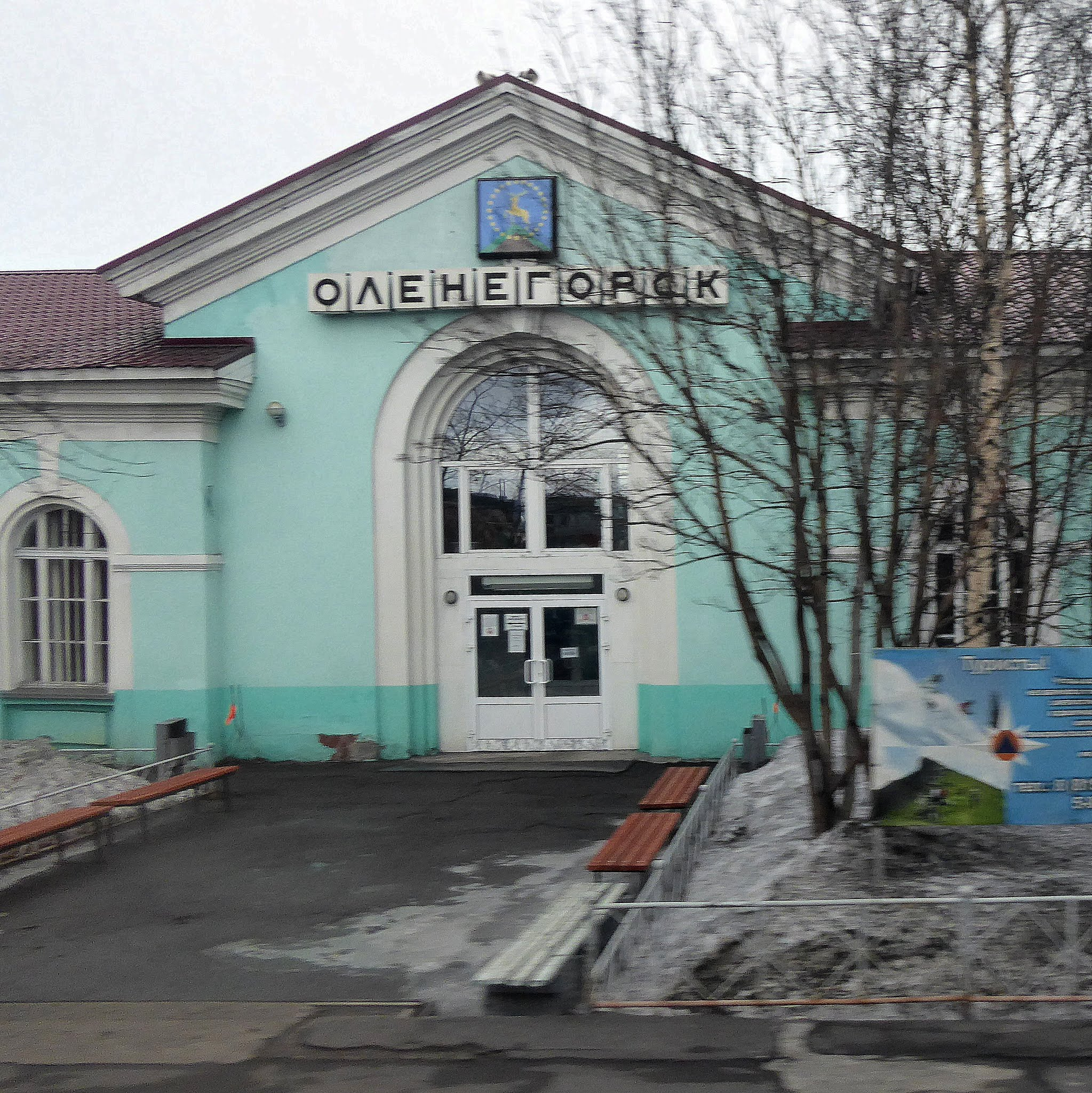
Oleněgorské nádraží (2015)
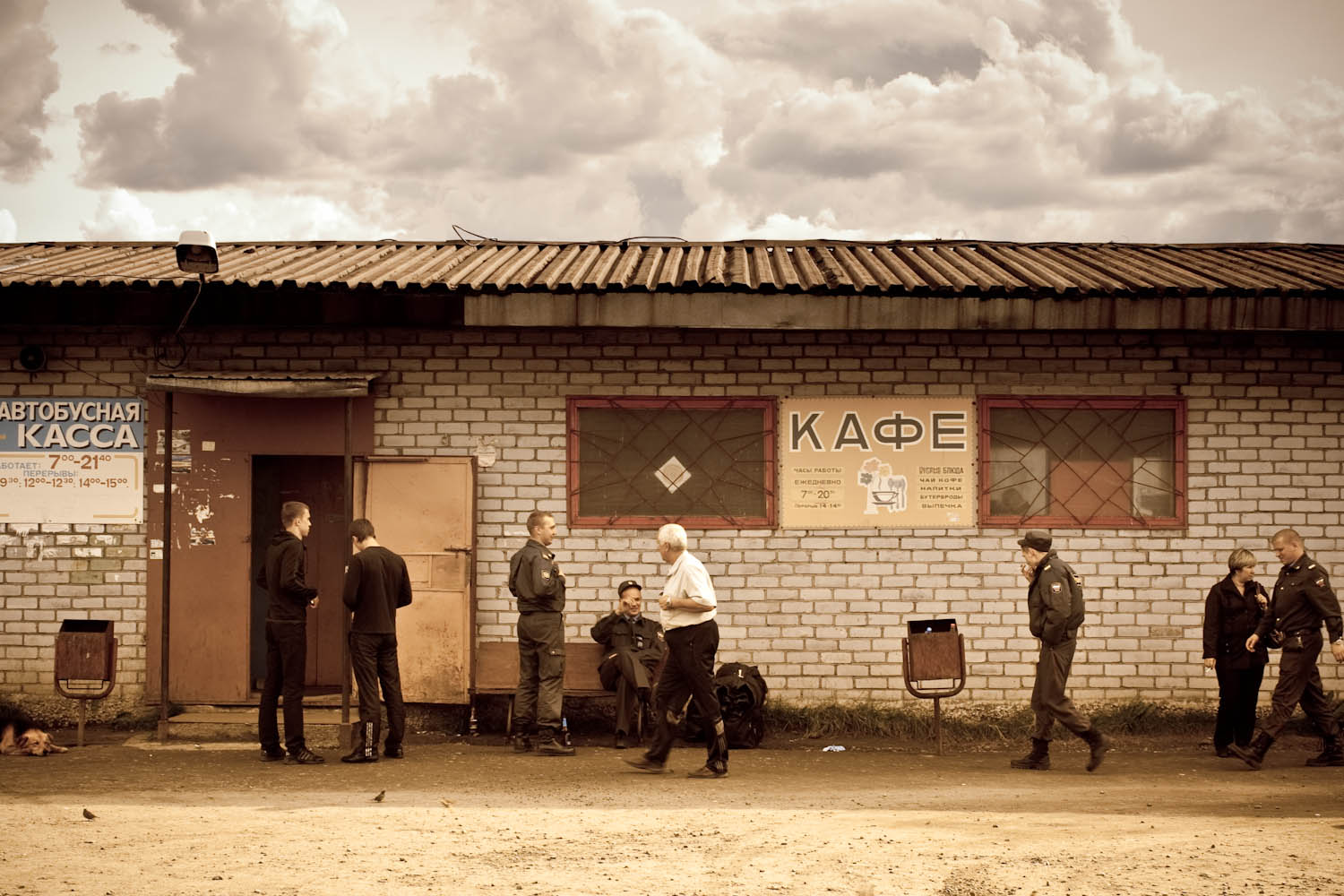
Kavárna u nádraží (2009)
Panorama Oleněgorsku (2016)
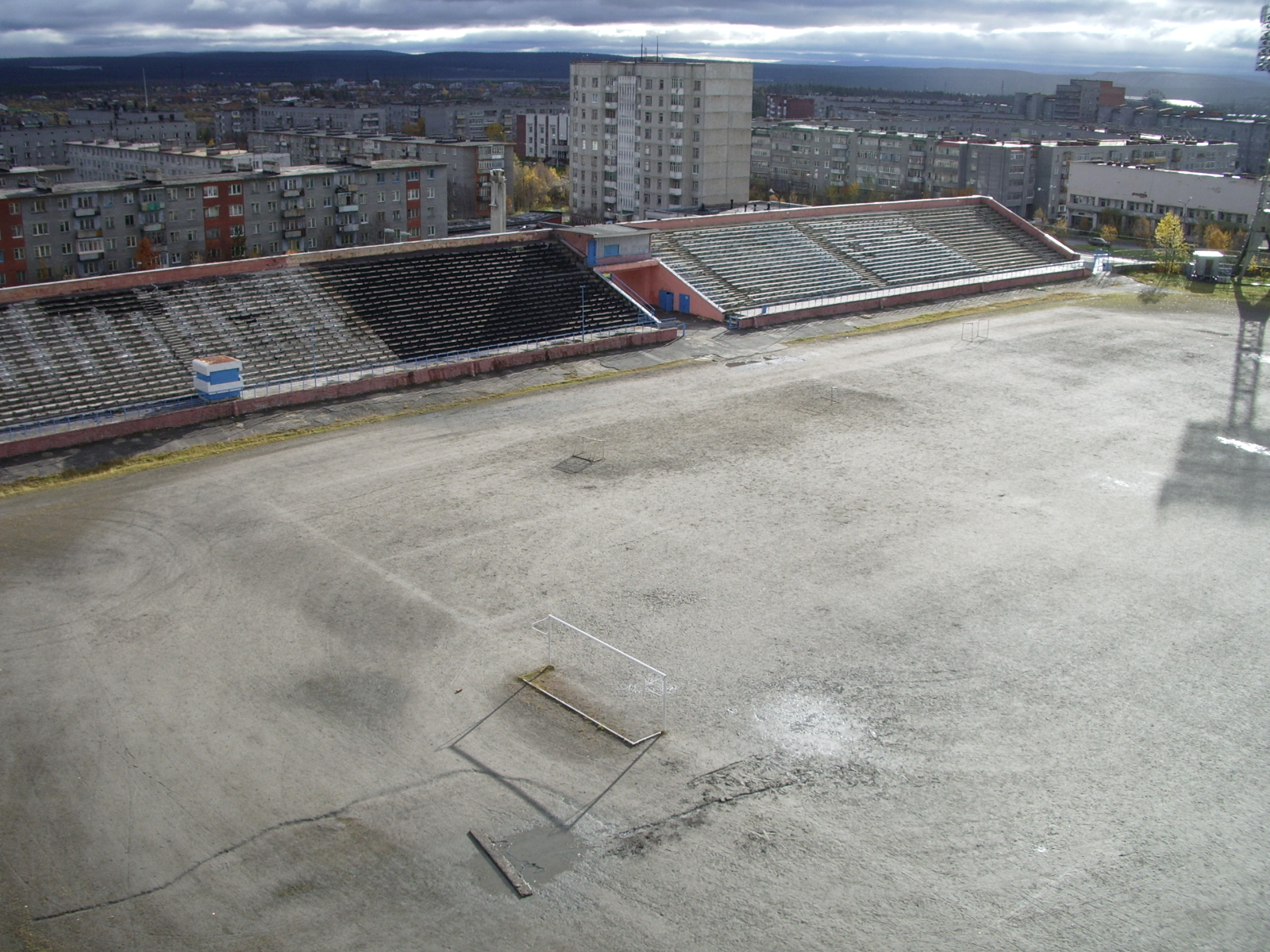
Městský stadion (2007)